# Pyroop

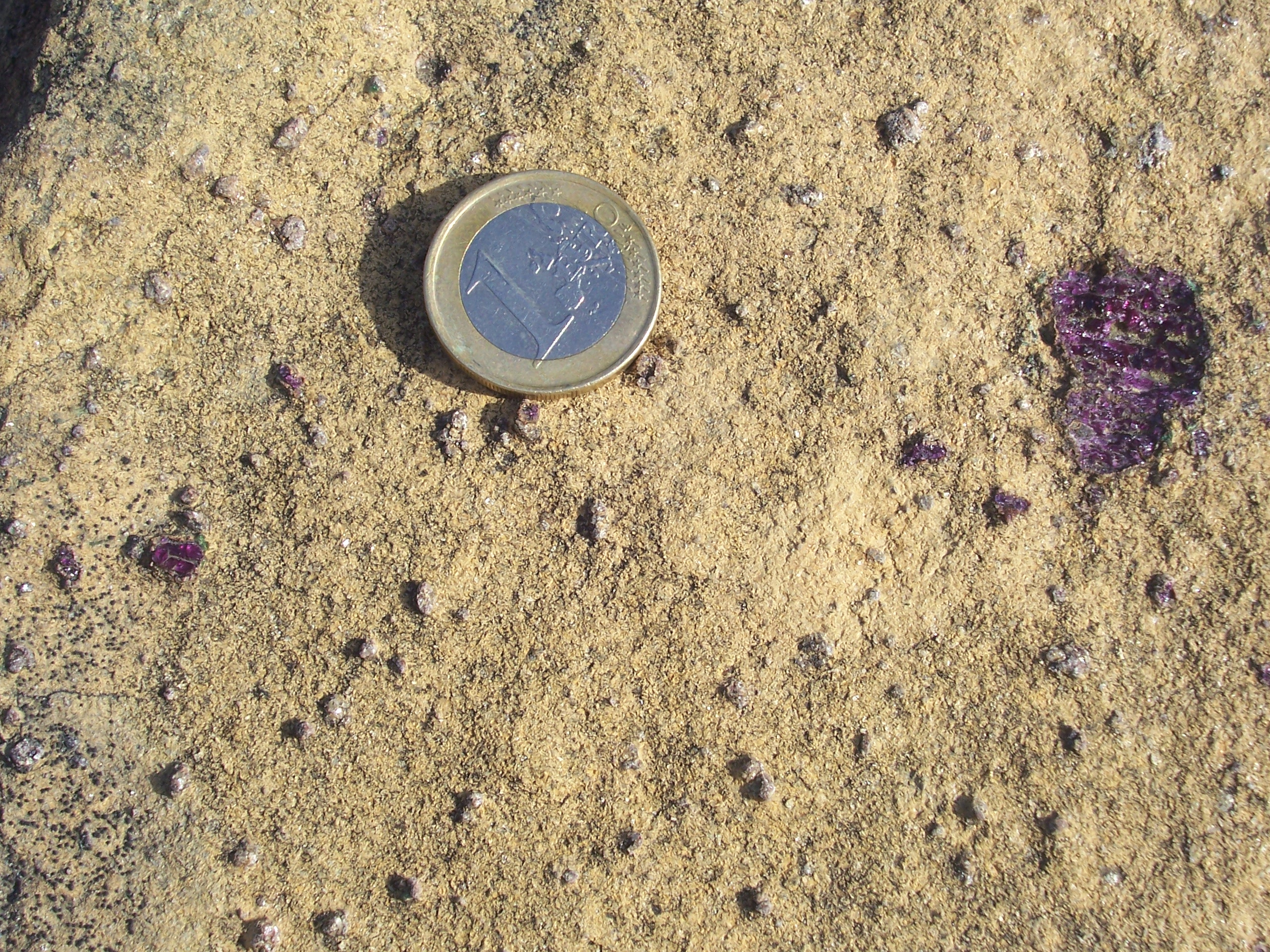
Paarse pyroopporfyroblasten in een peridotiet, munt van 1 euro voor schaal. De geelbruine grondmassa bestaat uit verweerde olivijn. Locatie: Otrøy, Western Gneiss Region, Caledoniden, Noorwegen.

Het mineraal pyroop is een magnesium-aluminium-silicaat met de chemische formule Mg3Al2(SiO4)3. Het nesosilicaat behoort tot de granaatgroep.

## Eigenschappen
Het rozerode, oranjerode, donkerrode maar vaak bloedrode pyroop heeft een glasglans, een witte streepkleur en het mineraal kent geen splijting. De gemiddelde dichtheid is 3740 kilogram per kubieke meter en de hardheid is gedefinieerd als 7,5 op de schaal van Moh. Het kristalstelsel is isometrisch en pyroop is niet radioactief.

## Naamgeving
De naam van het mineraal pyroop is afgeleid van het Oudgriekse πυρωπός (purōpos), dat "vuurogig" betekent. Dit vanwege de rode kleur van het mineraal.

## Voorkomen
Pyroop, ook rodoliet genoemd, is een granaat en komt als zodanig voor in sterk gemetamorfoseerde gesteenten, maar ook in ultramafische stollingsgesteenten. De typelocatie is gelegen in Zöblitz, Duitsland. Het wordt ook gevonden in Governador Valadares, Rio Doce, Minas Gerais, Brazilië en nabij Nijar in Zuid-Spanje.

## Toepassing
Pyroop is een halfedelsteen met een diep rode of paarse kleur. Het wordt gewonnen om in sieraden te verwerken.